# Pellerey
Pellerey település Franciaországban, Côte-d’Or megyében. Lakosainak száma 81 fő (2022. január 1.). Pellerey Chanceaux, Poncey-sur-l’Ignon, Vaux-Saules és Lamargelle községekkel határos.

## Népesség
A település népességének változása:
| Lakosok száma | 117  | 113  | 106  | 99   | 90   | 103  | 105  | 90   | 83   | 81   |
|               | 1968 | 1982 | 1990 | 2006 | 2013 | 2015 | 2017 | 2019 | 2020 | 2022 |